# 爱德华·萨姆·罗杰斯
小爱德华·萨姆·「泰德」·罗杰斯 加拿大勋章, 文学士，法学士，科学博士 （Edward Samuel "Ted" Rogers, Jr.，1933年5月27日—2008年12月2日），加拿大罗杰斯通讯集团前任总裁和首席执行官。他的父亲老爱德华·萨姆·罗杰斯（Edward S. Rogers, Sr.）被认为是公司的创始人，尽管老罗杰斯在罗杰斯通讯成立之前三十年就已經去世，而且他最初建立的电台现属另一加拿大竞争对手公司貝爾媒體旗下。
罗杰斯在上加拿大書院（Upper Canada College）接授教育后，1956年毕业于多伦多大学三一学院并获得文学士学位。研究生期间，他加入了Sigma Chi(ΣΧ)兄弟会。1979年他正式就任加拿大第21位Significant Sig。1960年，当他还是约克大学奥斯古法律学校的学生时，他购买的本地电台CHFI的所有股份。当时，多伦多家用调频收音机仅占全部收音机拥有量的5%，他成为调频广播的先驱。1965年时，他已经进入有线电视产业；罗杰斯通讯创立于1967年，现今已成长为加拿大最大的媒体财团。
自2000年9月1日，罗杰斯成为多伦多蓝鸟队与美国职业棒球联盟的所有者。当罗杰斯通讯集团购买80%的棒球俱乐部的股份时，Labatt酿酒有限公司（Labatt Brewing Company Ltd.）坚守其20%的股权，加拿大帝国商业银行则放弃其10%的股份。他100%拥有该队自2003年赛季至今。除此之外，蓝鸟队的棒球场SkyDome在罗杰斯的公司购买后被重命名为罗杰斯中心（同时包括命名权）。

## 泰德·罗杰斯管理学校
2007年5月29日，泰德·罗杰斯与洛丽塔·罗杰斯向懷雅遜大學赠送了一千五百万加币的礼金。这笔款直接进入了商业学院，后来应捐赠者要求而重命名为泰德·罗杰斯管理学校。大多数的礼金被用来建立52项新本科、研究生奖励、奖学金。它同时也致力于建立新的教授的职位而寻求管理学上学术创新的研究。

## 晚年

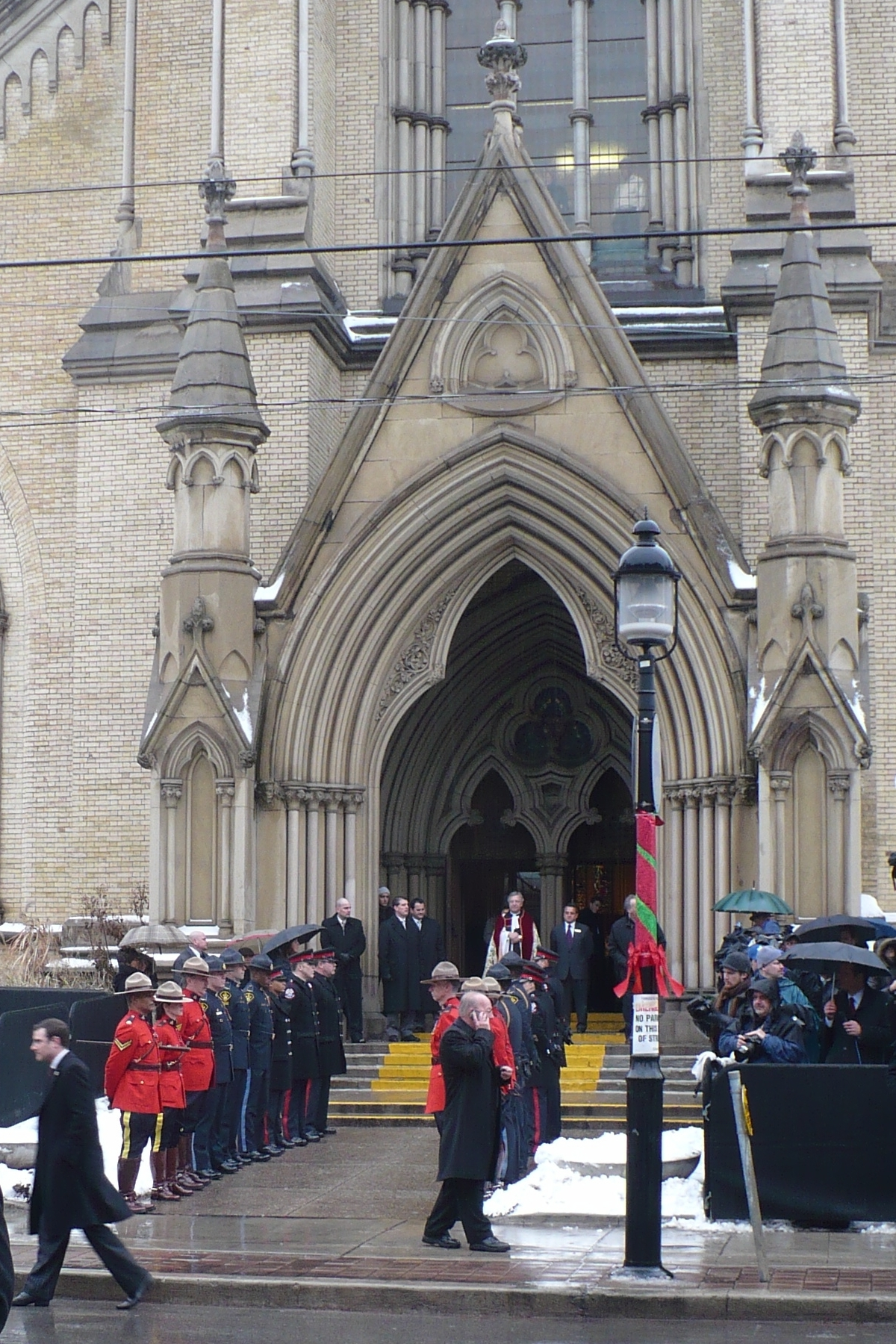
小爱德华·萨姆·罗杰斯的喪禮

2008年12月2日，小爱德华·萨姆·罗杰斯於安大略省家中因心衰竭辭世，享年75歲。他的葬礼於2008年12月8日在多伦多聖雅各座堂（Cathedral Church of St. James）举行。